# Ärkeängeln Mikaels katedral, Izjevsk
Ärkeängeln Mikaels katedral (ryska: Михаило-Архангельский собор; translitteration: Mihailo-Arhangelskij sobor; kyrkslaviska boktsäver: Мїхаи́ло-Архангельскїй собо́ръ) är en rysk-ortodox katedral belägen i staden Izjevsk i delrepubliken Udmurtien, i europeiska Ryssland.
Katedralen är helgad åt Ärkeängeln Mikael och tillhör Izjevsks stift.

## Historik

### Tidigare katedral
Den ursprungliga katedralen stod färdigbyggd år 1907.
Under natten den 8 augusti 1918 ägde strider rum nära katedralen i samband med ryska revolutionen.
1937 blev katedralen totalförstörd av sovjetiska myndigheter, i samband med deras förföljelse av kristna i landet.

### Nuvarande katedralen
1989 började det diskuteras om att katedralen skulle byggas upp igen, vilket också blev ett faktum.
Den nuvarande katedralen började att byggas 2004 och stod klar 2007.

## Övrigt
Katedralen står på en av de högsta punkterna i Izjevsk. Förutom dess religiösa funktioner är det även en turistattraktion i staden.

## Bilder

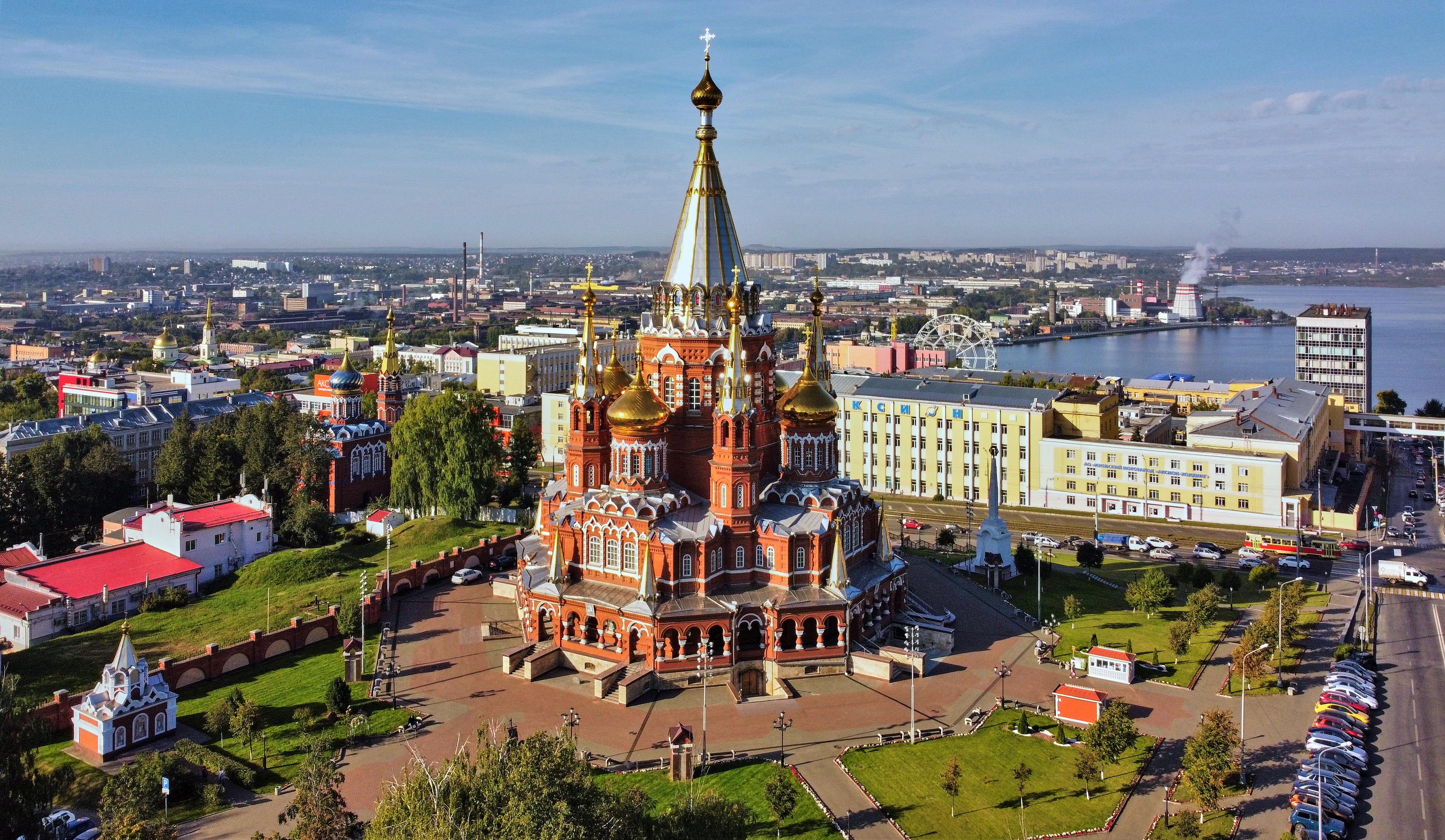
Katedralen från luften.
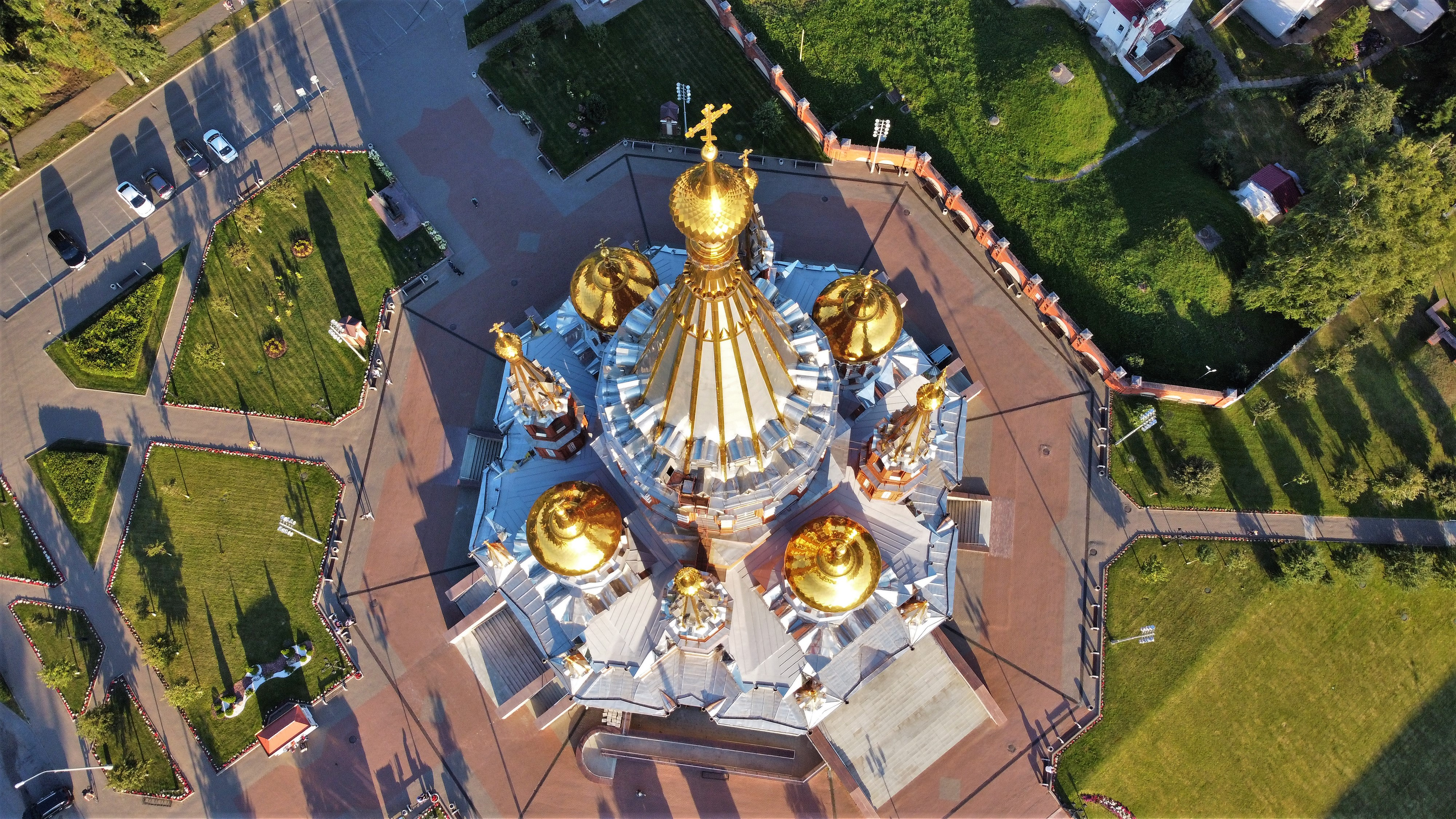
Katedralen ovanifrån.
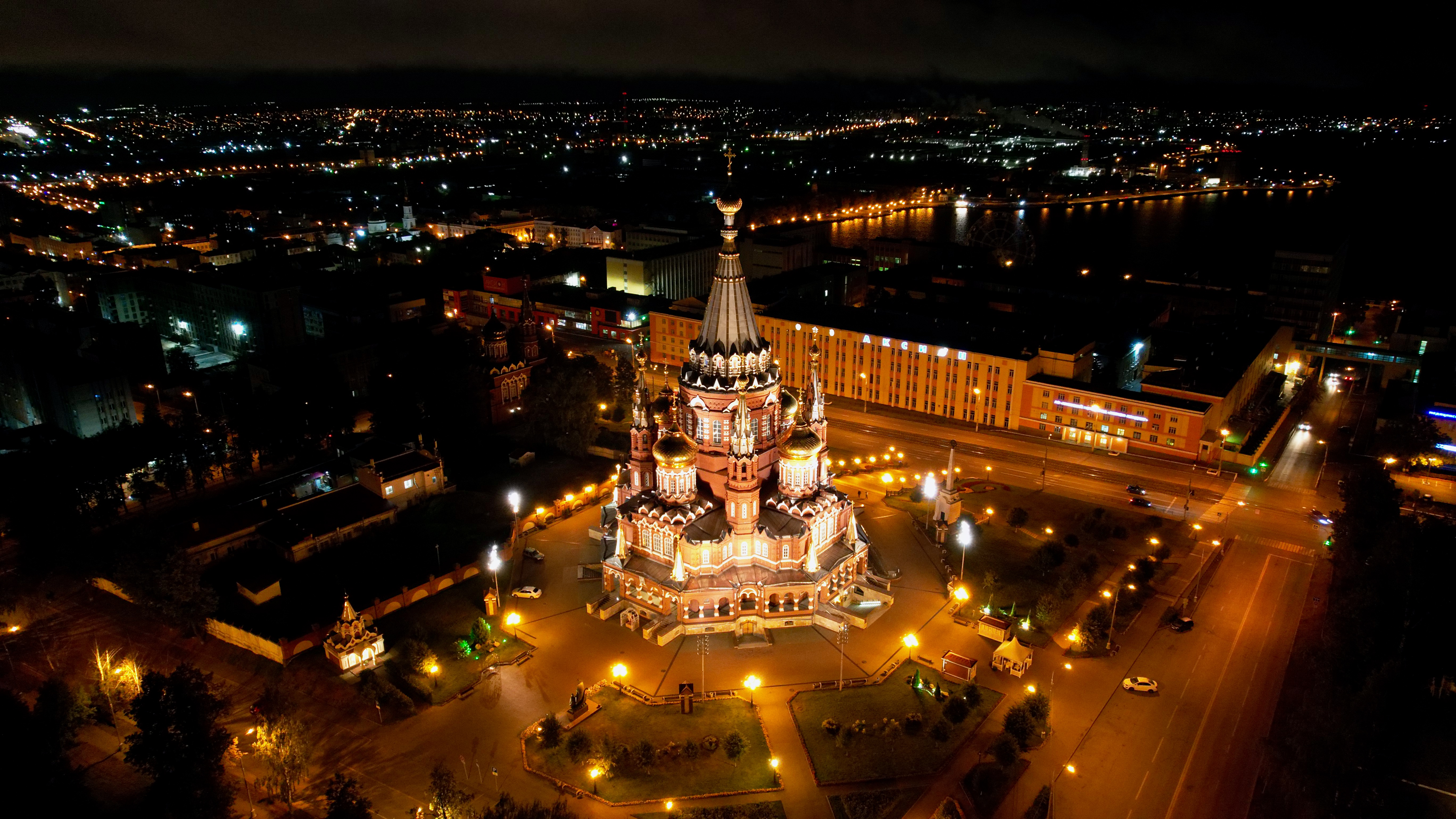
Katedralen under nattetid.
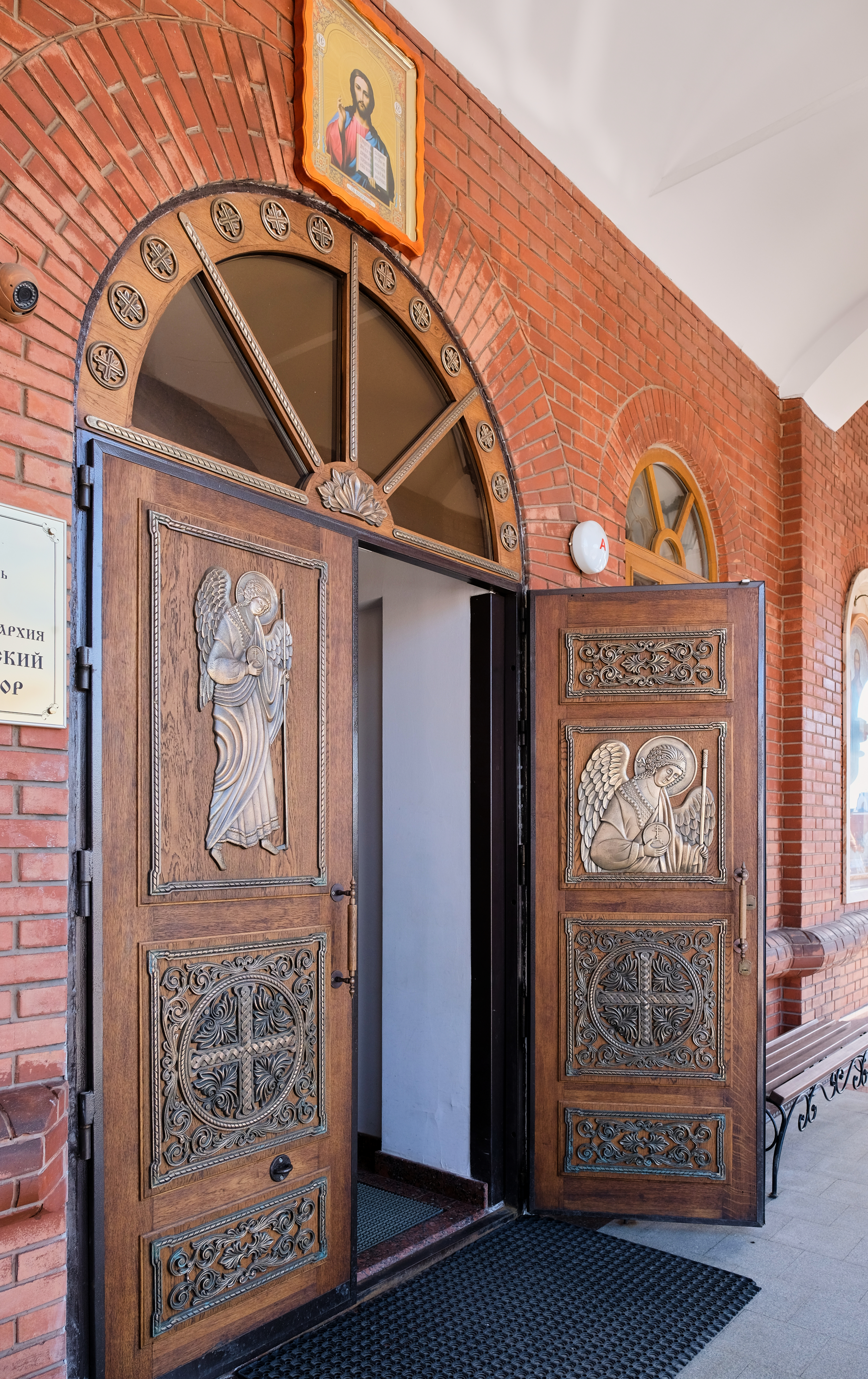
Entré.
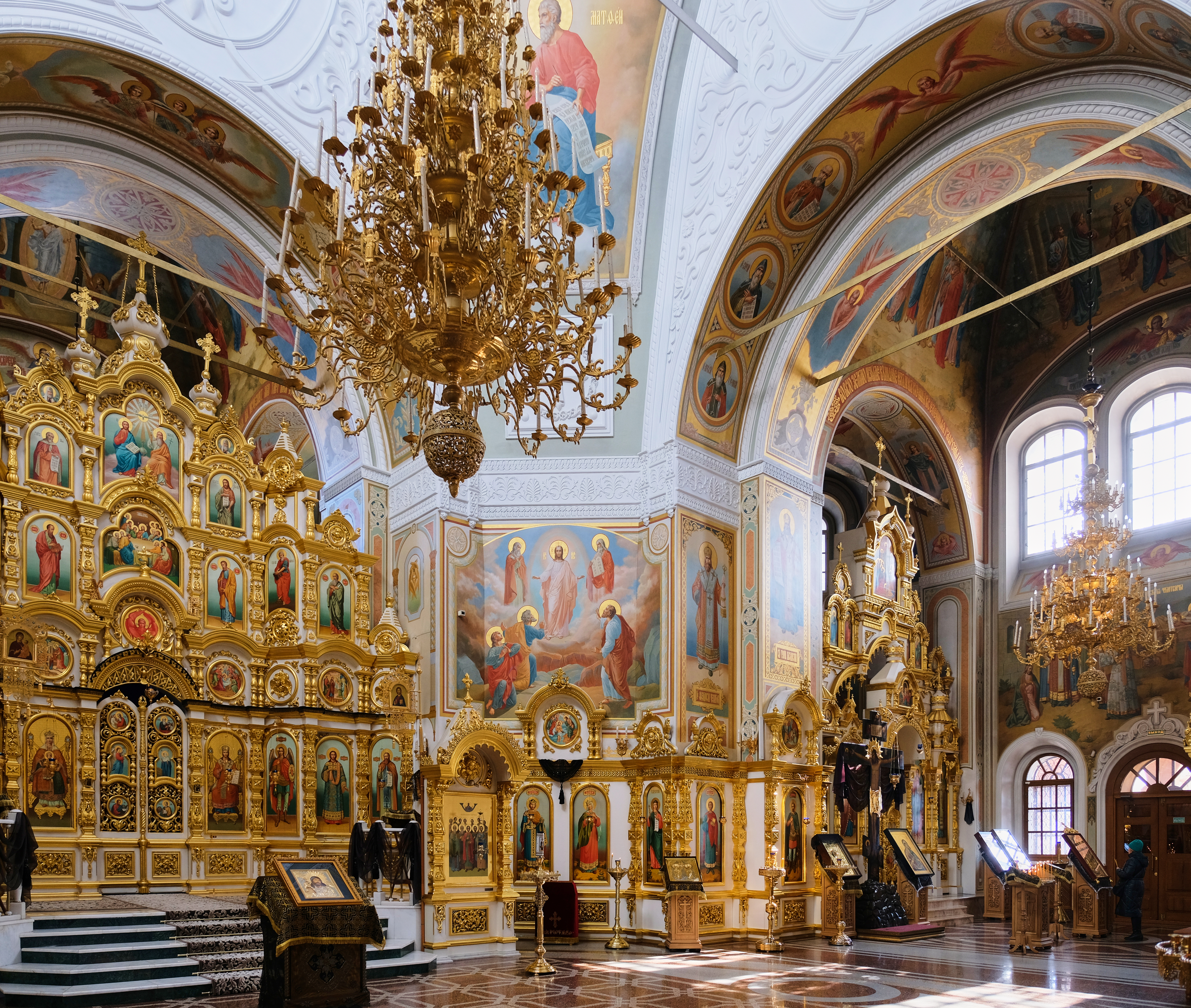
Katedralens interiör mot ikonostasen.
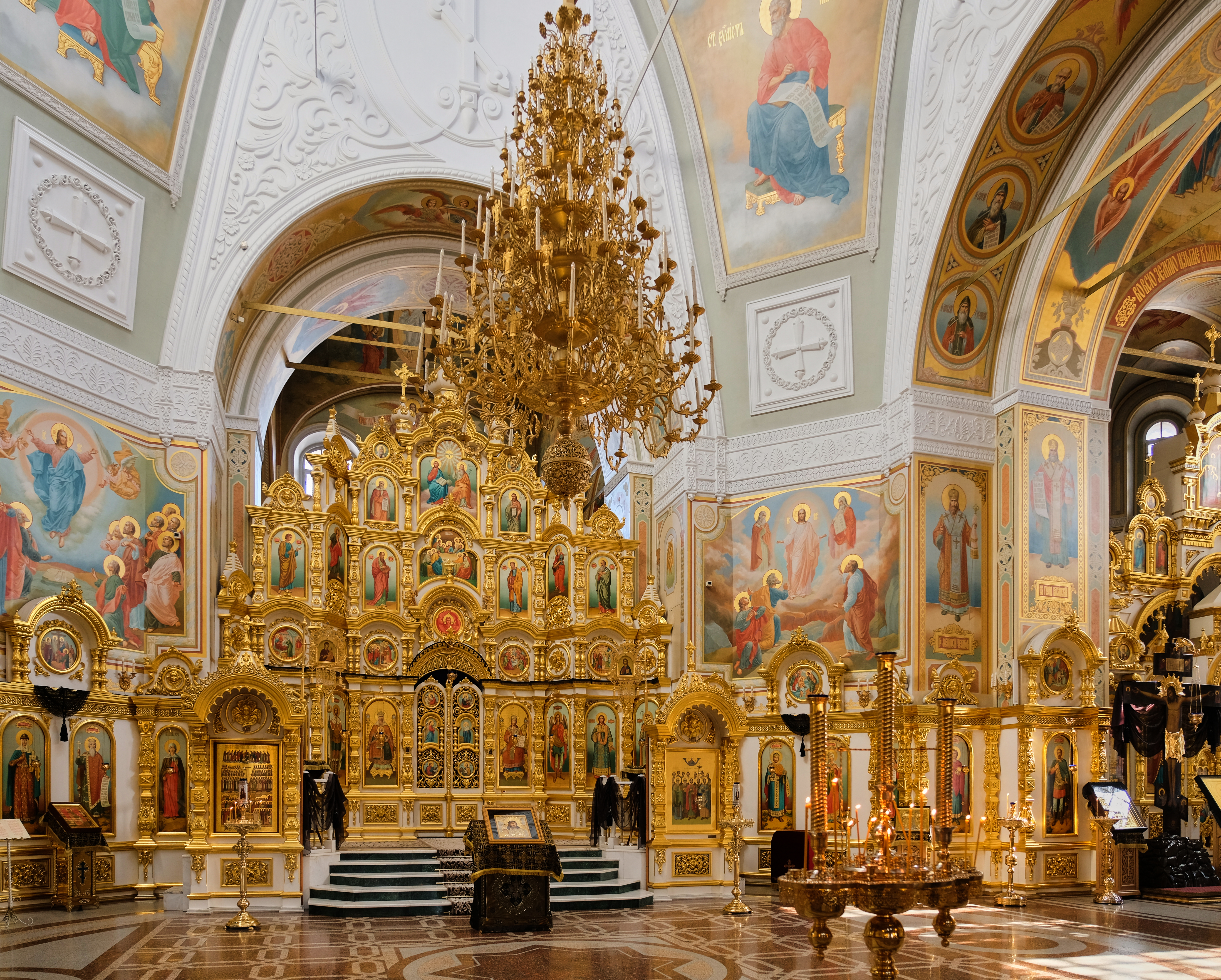
Ikonostasen.
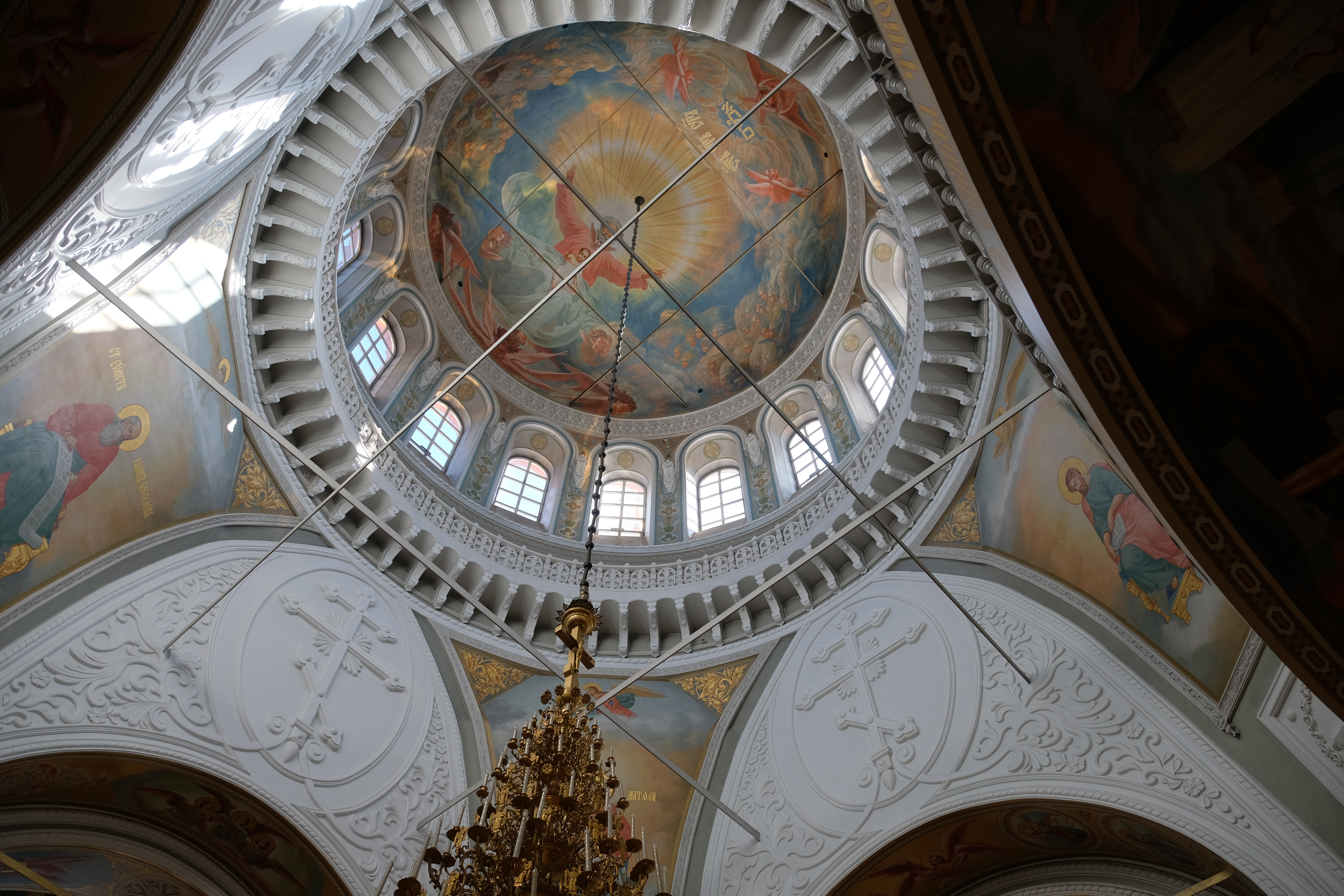
Kupolen inifrån.
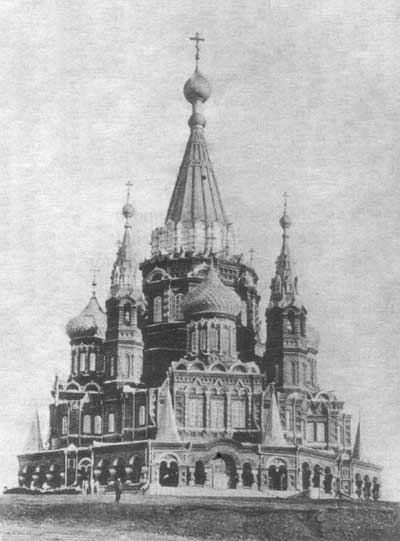
Bild på katedralen från omkring 1907-1937.